# BRG 14 Linzer Straße
Das Bundesgymnasium und Bundesrealgymnasium 14 (kurz: BRG 14), Linzer Straße, ist eine allgemeinbildende höhere Schule (AHS) im 14. Wiener Gemeindebezirk, Penzing.

## Schulprofil
Das BRG 14 umfasst sowohl ein Realgymnasium mit naturwissenschaftlichem als auch eines mit sprachlichem Schwerpunkt. Als eine der ersten Schulen Österreichs eröffnete es bilinguale Klassen, in denen viele Gegenstände sowohl auf Englisch als auch auf Deutsch unterrichtet werden. Diese international als CLIL bezeichnete Methode wird seit 2012 auch als VBS (Vienna Bilingual Schooling), ein von der Bildungsdirektion für Wien geleitetes, sich großer Beliebtheit erfreuendes Projekt, geführt. In den letzten Jahren wurden einige Umbauten am Gebäude sowie am Schulgarten vorgenommen (Motorikpark, Renovierung der Aula, Spielgeräte im Schulgarten sowie Umgestaltung des unteren Turnsaals zu einem Mehrzweckraum).

## Kooperationsschule der Universität Wien
Das BRG 14 wurde für die Zeiträume 2014–2018 sowie für 2018–2022 und 2022–2026 als Kooperationsschule der Universität Wien zertifiziert. Die enge Zusammenarbeit zwischen Schule und Universität wird durch Forschungsarbeiten insbesondere in den Bereichen Bilingualität und Fachdidaktik in den Naturwissenschaften verwirklicht.

## Via Lentia – Schulchor des BRG 14 Linzer Straße

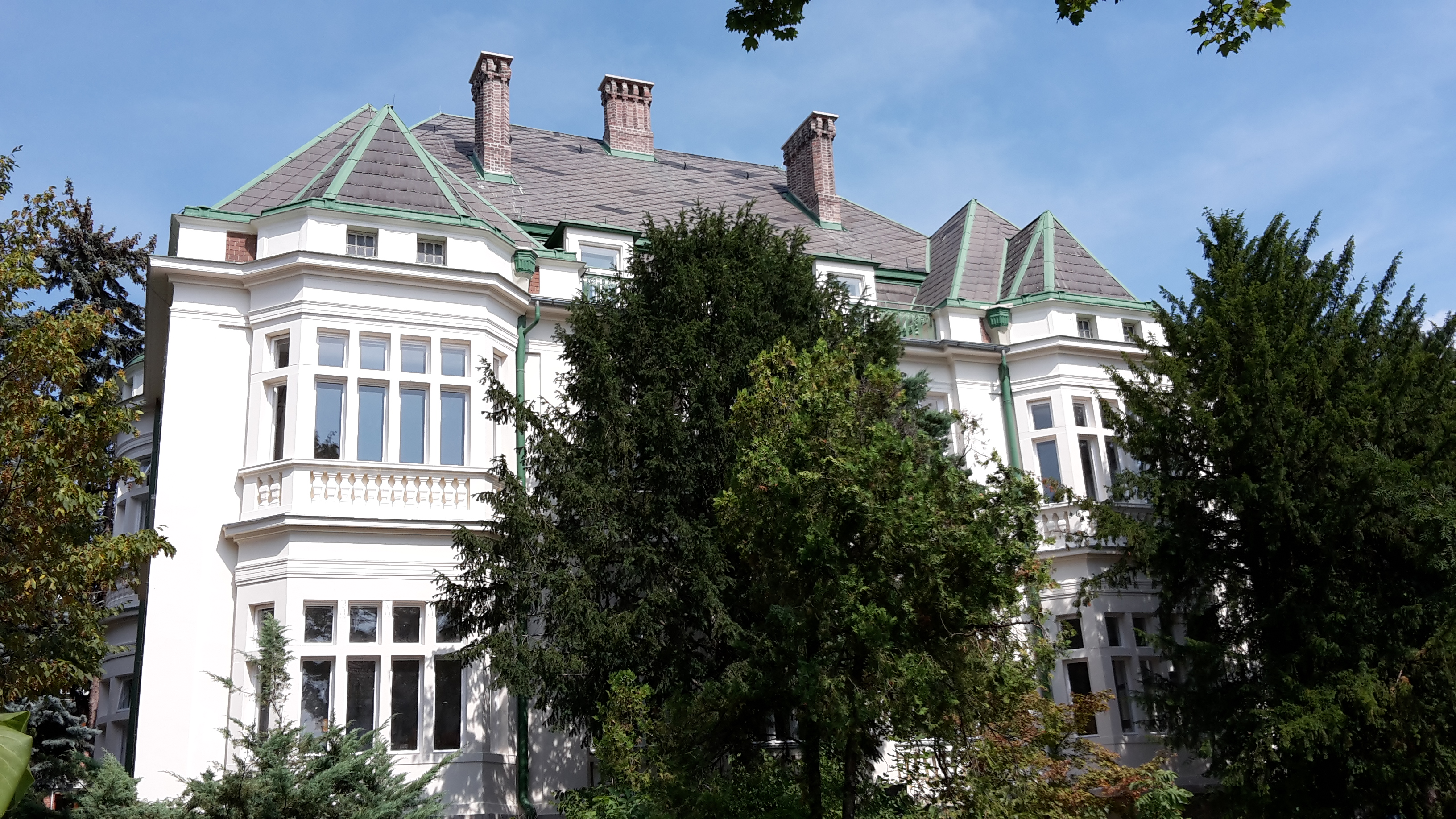
Schulgebäude des BRG 14

Der Schulchor des BRG 14, Via Lentia (benannt nach der Straße, in der sich die Schule befindet), wurde von Chorleiter Thomas Pulker im Jahr 1992 gegründet und ist auf A cappella spezialisiert. In der Saison 2015/16 wurde der Chor von der Company of Music als COMPanion ausgewählt. Das Chorforum Wien kürte Via Lentia außerdem zum Chor des Jahres 2015. Seit dem Schuljahr 2024/25 steht er unter der Leitung von Maria Reichart.